# 東市場站
東市場站（英語：Eastern Market station）是美國華盛頓特區國會山的一個華盛頓地鐵車站，1977年7月1日啟用，由華盛頓都會區交通局營運。現時車站有藍線、橙線和銀線停靠。車站位於東南區賓夕法尼亞大道和第7街交界，以鄰近的華盛頓特區公共市場東市場命名。

## 歷史

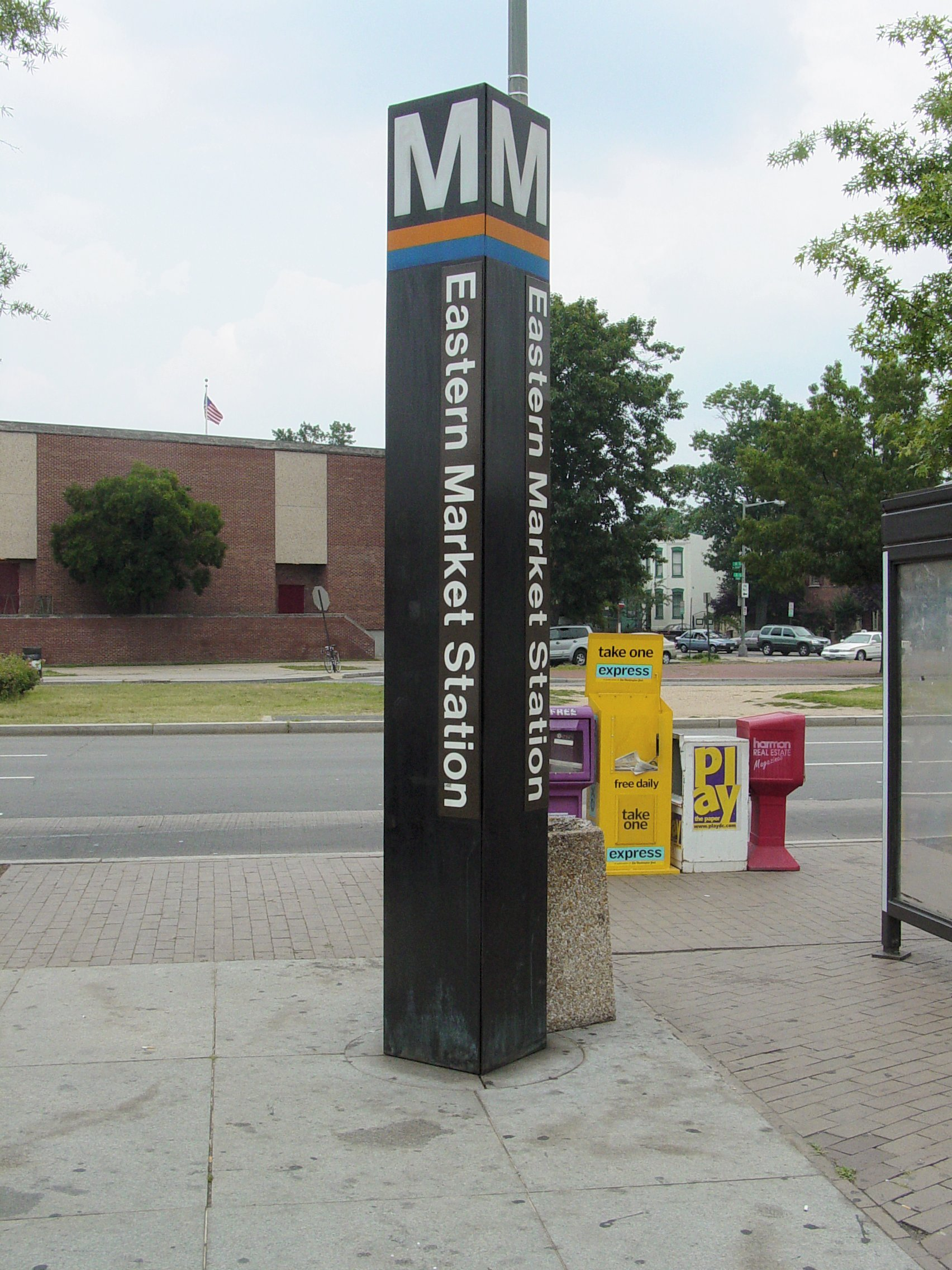
2004年7月車站入口的標示柱

起初車站計劃名為海軍陸戰隊軍營，以車站以南第8街的華盛頓海軍陸戰隊軍營命名。不過在國會山重置社的要求下改名為東市場。車站在1977年7月1日啟用。橙線列車在通車的1978年11月20日起停靠，銀線列車則自2014年7月26日起停靠東市場站。

## 參考資料

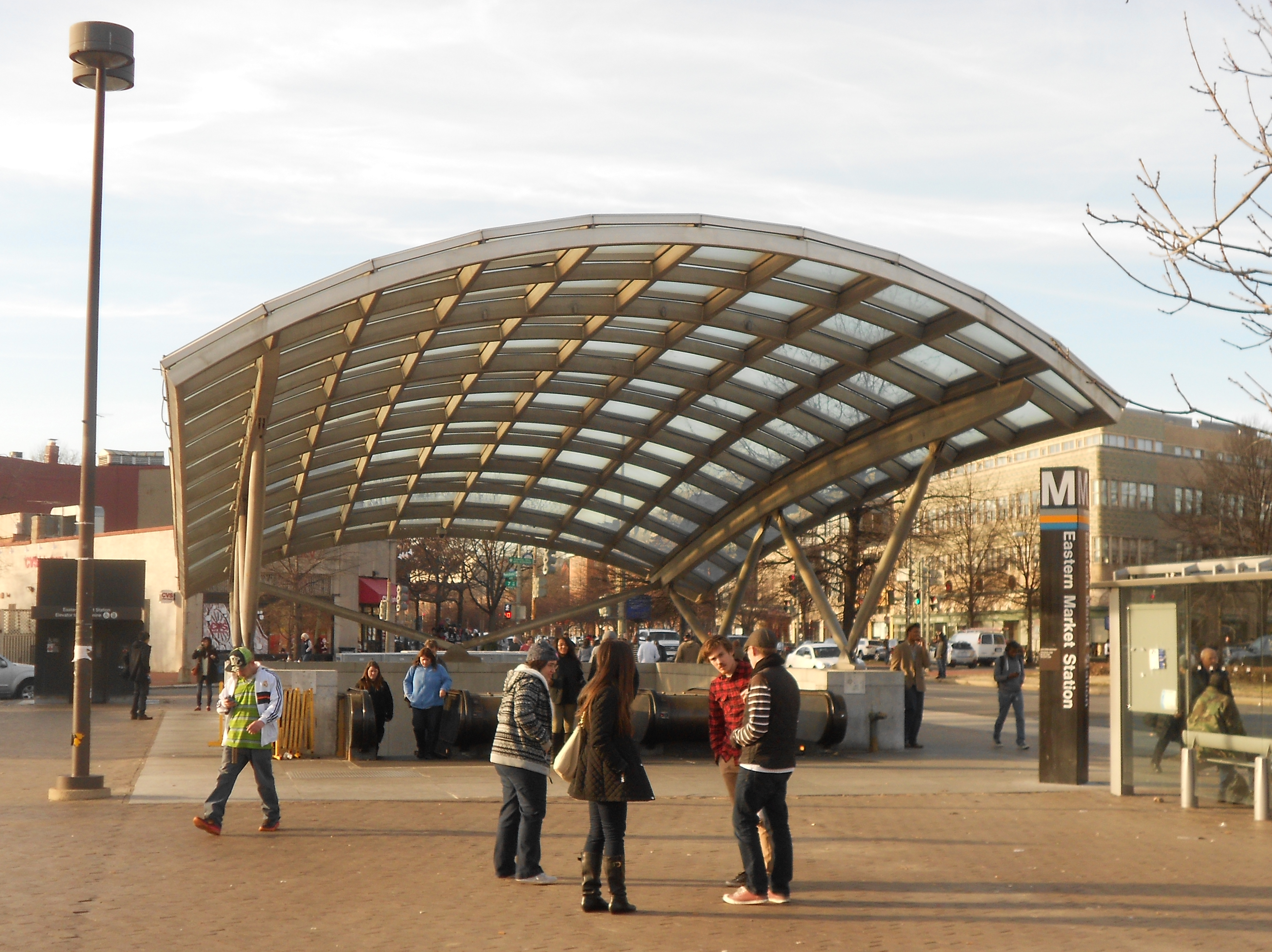
2014年12月的街道層入口

## 車站結構
| G        | 街道層             | 出入口                                                                                   |
| M        | 夾層               | 單向閘機、售票機、車站詢問處                                                             |
| P 月台層 | 西行               | 往法蘭克尼亞-春田（國會大廈南） · 往維也納（國會大廈南） · 往威勒-雷斯頓東（國會大廈南） |
| P 月台層 | 島式月台，左側開門 |                                                                                          |
| P 月台層 | 東行               | 往拉戈鎮中心（波多馬克大道） · 往新卡羅頓（波多馬克大道）                                |

## 外部連結
维基共享资源上的相關多媒體資源：東市場站
- WMATA: Eastern Market Station （页面存档备份，存于）
- StationMasters Online: Eastern Market Station
- The Schumin Web Transit Center: Eastern Market Station
- 7th Street entrance from Google Maps Street View

38°53′03″N 76°59′45″W / 38.8842°N 76.9958°W